# Voyage de presse
Un voyage de presse est un voyage organisé destiné à des journalistes et pouvant durer plusieurs jours.
Il est généralement mis sur pied à l’occasion du lancement d’un bien de consommation, d'un service ou d'un produit culturel (film, album), aussi du déplacement d'une personnalité officielle, notamment politique. L’objectif pour le commanditaire du voyage de presse est d’obtenir une couverture rédactionnelle (articles de presse, reportages) la plus importante et favorable possible.